# Kościół św. Floriana w Wirach
Kościół św. Floriana w Wirach – rzymskokatolicki kościół parafialny w Wirach przy ul. Komornickiej 176 w gminie Komorniki na południe od Poznania. Pełni funkcję świątyni parafialnej dla parafii o tym samym tytule.

## Historia budowy

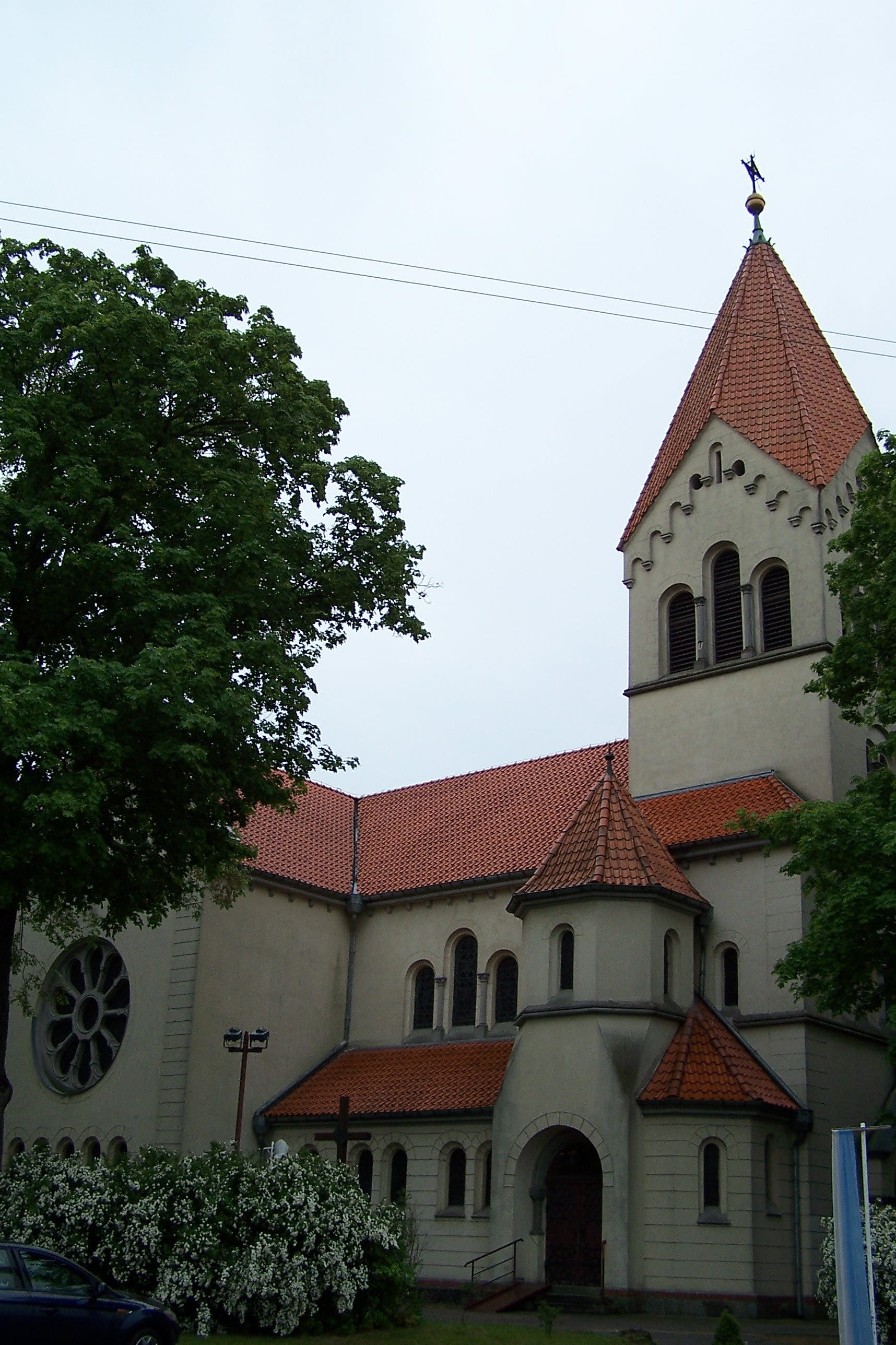
Detal elewacji

Prawdopodobnie pierwsza świątynia parafialna w Wirach powstała już w XIII wieku. Miejscowa parafia swoim zasięgiem obejmowała okoliczne wsie pomiędzy Dębcem a Mosiną. Pierwsza wzmianka o istnieniu drewnianego kościoła w Wirach pochodzi z 1510 r. W XVII wieku kościół podupadał, dlatego decyzją Anny Zbijewskiej przeprowadzono renowację obiektu sakralnego, a posługę duszpasterską w kościele powierzono kapłanom z zakonu karmelitów bosych przybyłym z poznańskiego klasztoru na Wzgórzu Świętego Wojciecha. Ostatecznie drewniany kościół nie wytrzymał próby czasu. W 1737 roku stan techniczny nie pozwalał na kontynuowanie służby Bożej w kościele. Z tego powodu podjęto decyzję o budowie nowej drewnianej świątyni. Fundatorami zostali Augustyn Działyński, wojewoda kaliski, wraz z małżonką Anną z Radomickich. Nowy kościół został poświęcony i oddany do kultu w 1782. Niestety ze względu na małe rozmiary nie zaspokajające zapotrzebowanie parafii, został on rozebrany w 1899. W tym samym roku, z inicjatywy ks. Karola Siechtera, podjęto budową kolejnego kościoła. Nowa, murowana tym razem świątynia w stylu neoromańskim została ukończona już w 1900 roku. Poświęcenia w tym samym roku dokonał bp Edward Likowski, ówczesny biskup pomocniczy poznański. W 2000 roku parafia obchodziła jubileusz setnej rocznicy poświęcenia kościoła.

## Architektura
Kościół w stylu neoromańskim, trzynawowy, z transeptem. Prezbiterium zakończone dużą półkolistą absydą. Wnętrze z czasów budowy kościoła, również w stylu neoromańskim. Ściany polichromowane.
W grudniu 2013, w trakcie przebudowy i podnoszenia poziomu drogi przebiegającej przy kościele, dokonano przesunięcia zabytkowej bramy prowadzącej na teren kościelny.